# Huis York

De witte roos, embleem van het Huis York

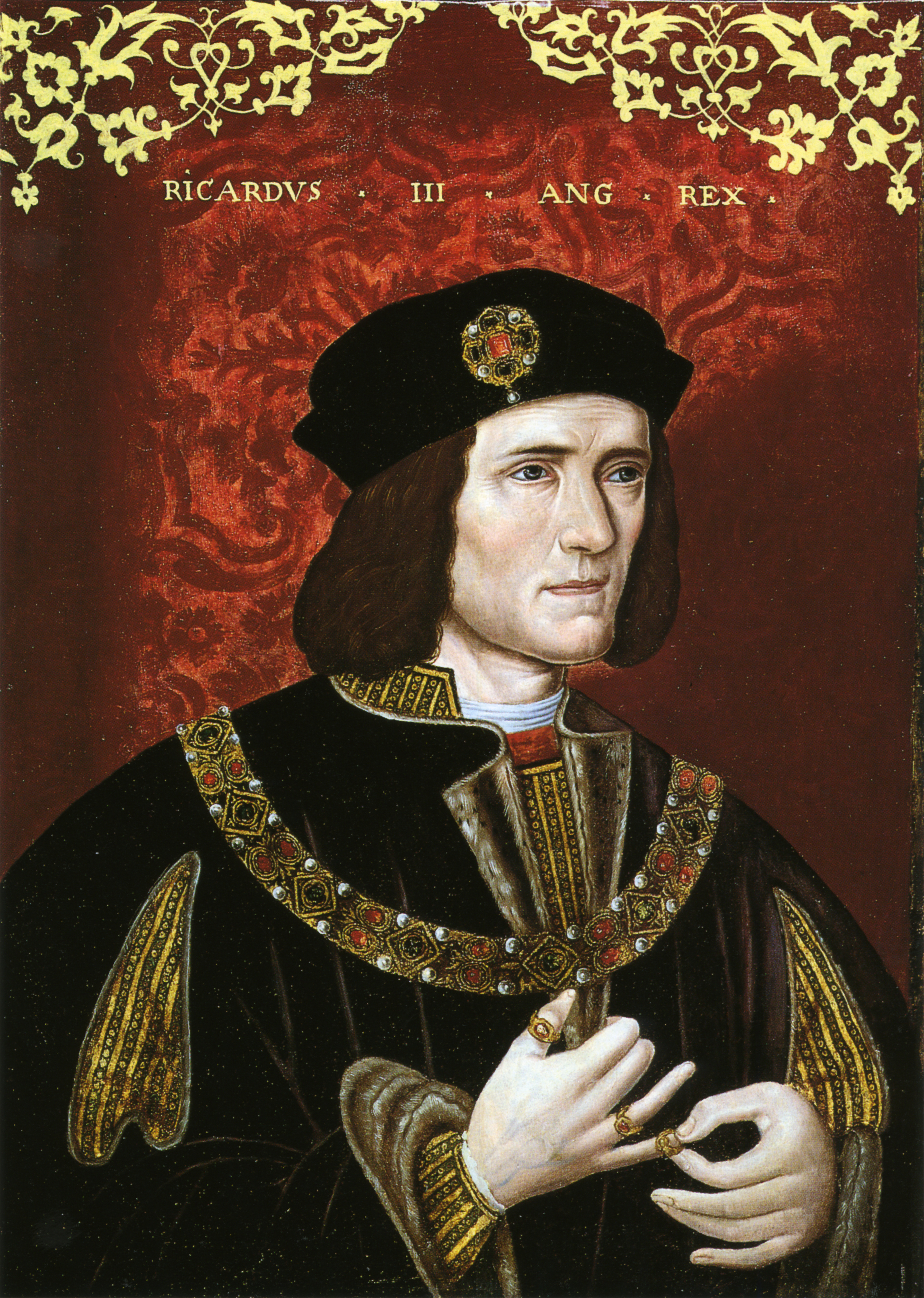
Koning Richard III, door Shakespeares toneelstuk The Tragedy of Richard the Third de geschiedenis ingegaan als schurk

Het Huis York was een Engels adellijk huis dat van 1461 tot 1485 als koning over Engeland regeerde. Het was de tegenstander van het Huis Lancaster in de Rozenoorlogen. Zowel het Huis York als het Huis Lancaster waren zijtakken van het Huis Plantagenet, dat Engeland sinds 1154 had geregeerd.
Stamvader van het huis York was Edmund van Langley, de vijfde zoon van koning Eduard III die in 1384 tot eerste graaf van York werd benoemd. Door het huwelijk van zijn zoon Richard van Conisburgh met Anne Mortimer, ook een afstammeling van Eduard III, kwam het huis York in een positie om de Engelse troon op te eisen.
De eerste York-koning van Engeland was Eduard IV, die in 1461 de Lancaster-koning Hendrik VI versloeg en tot koning werd uitgeroepen, met behulp van Richard Neville, graaf van Warwick. Hendrik VI wist in 1470 weer de macht te grijpen, maar werd het jaar erop weer verdreven.
Na Eduard IV's dood in 1483 kwam zijn zoon Eduard V aan de macht, op 12-jarige leeftijd. Eduard werd echter, samen met zijn broertje, door zijn oom Richard in de Tower of London opgesloten en nooit meer teruggezien. Algemeen wordt aangenomen dat Richard zijn neefjes liet vermoorden om zo zelf de macht te kunnen grijpen. Hij werd datzelfde jaar nog gekroond tot koning Richard III.
Richard zat maar enkele jaren op de troon van Engeland. In 1485 kwam Hendrik Tudor in opstand. Richard sneuvelde in de slag bij Bosworth. Hendrik werd tot koning gekroond, waarbij het Huis York en het Huis Plantagenet de Engelse troon definitief verloor en het Huis Tudor overnam.